# Fuinha-preguiçosa
Fuinha-preguiçosa ou fuinha-preguiçosa (Cisticola aberrans) é uma espécie de ave da família Cisticolidae.
Pode ser encontrada nos seguintes países: Angola, Benin, Botswana, Burkina Faso, Camarões, República Centro-Africana, Chade, República Democrática do Congo, Costa do Marfim, Gana, Guiné, Quénia, Libéria, Malawi, Mali, Mauritânia, Moçambique, Níger, Nigéria, Ruanda, Serra Leoa, África do Sul, Sudão, Suazilândia, Tanzânia, Togo, Uganda, Zâmbia e Zimbabwe.
Os seus habitats naturais são: campos de gramíneas subtropicais ou tropicais secos de baixa altitude.